# Taijaki
A taijaki (たい焼き vagy 鯛焼き hepburn átírással taiyaki) (sült tengeri keszeg) egy tengeri keszeg alakú, jellemzően anko-val (vörösbab lekvárral) töltött japán édesség. A Meidzsi-korban készítették először, a 20. század vége óta már az anko-n kívül sokféle egyéb töltelékkel is megtalálható.

## Készítési módja
Búzalisztből, cukorból, sütőporból és egyéb összetevőkből tésztát készítenek. Ezt tengeri keszeg alakú sütőformába öntik, majd sütni kezdik, közben az egyik felére egy adag anko-t helyeznek. Amikor már nagyjából megsült, a sütőforma két felét összecsukják, és úgy sütik tovább.
A 20. század vége óta tejszínes, olvasztott csokoládés, karamelles, sodós, jégkrémes, és még egyéb nyugati cukrászati hozzávalókkal töltött verziója is előfordul. Illetve a szendvicsekhez hasonlóan húsfélékkel, kolbásszal, friss zöldségekkel, vagy szószokkal, rizottóval, vagy egyéb sós hozzávalókkal megtöltött verziója is létezik, ezt okazu taijakinak (おかずたい焼き okazu taiyaki) nevezik.
Kétféle taijaki öntőforma létezik. Az egyikben egyszerre egy taijakit lehet sütni, a másik fajtában többet. Egyesek a kettő megkülönböztetésére az előbbivel való taijaki sütést tennen mono-nak (天然物 tennen mono) (természetes dolog), vagy ippon'jaki-nak (一本焼き ippon'yaki) (egy darab sült) nevezik, míg az utóbbival való taijaki sütést jósoku mono-nak (養殖物 yōshoku mono) (akvakultúra dolog) nevezik, és azt mondják, hogy a kettő sokban különbözik.
Napjainkban az előbbit használók száma lecsökkent, mivel a másikkal egyszerűbben és gyorsabban lehet minél több taijakit sütni, de manapság is vannak, akik a másik fajta mellett kötelezték el magukat. Különösen Tokióban van sok olyan bolt, amelynek tulajdonosai inkább az egyenkénti sütőformát részesítik előnyben. Mivel a két sütési mód több szempontból is különböző, a hő sütés közben például máshogy oszlik el a sütőformában, ennek megfelelően az egyik vagy másik fajta sütőformában sütött taijaki íze is különböző.
A taijakit kedvelők között vita van arról, hogy a feje vagy a farka felől érdemes-e enni kezdeni. Gyakran előfordul, ugyanis, hogy a hal farkában már nincs lekvár. Vannak akik szerint a legfinomabb részével, hal lekvárral gazdagon töltött fejével, mások szerint a hal farkával kell kezdeni, mert akkor még az utolsó falatokban is lesz lekvár.

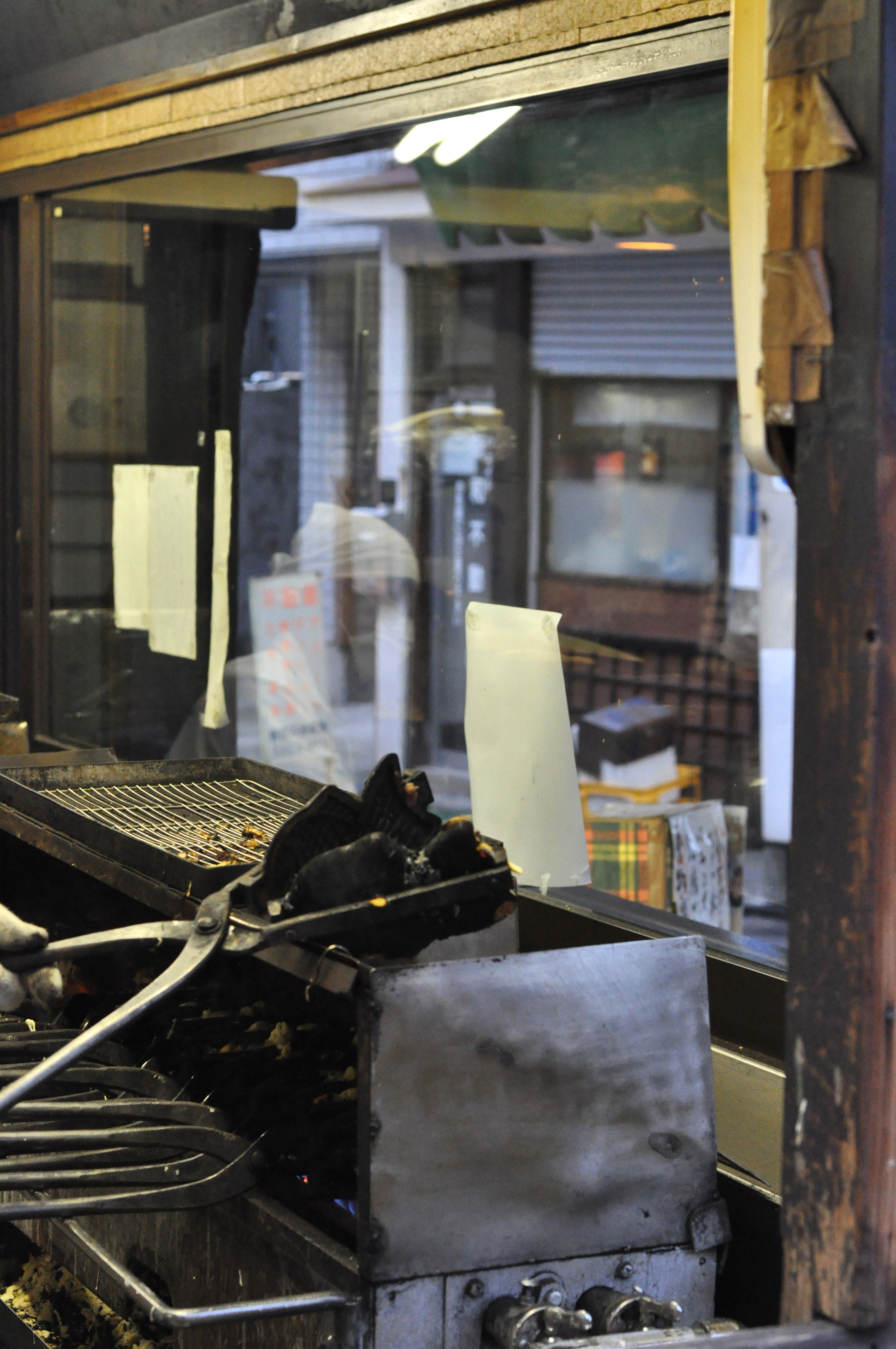
Egy egyszerre egy taijaki sütésére alkalmas sütőforma
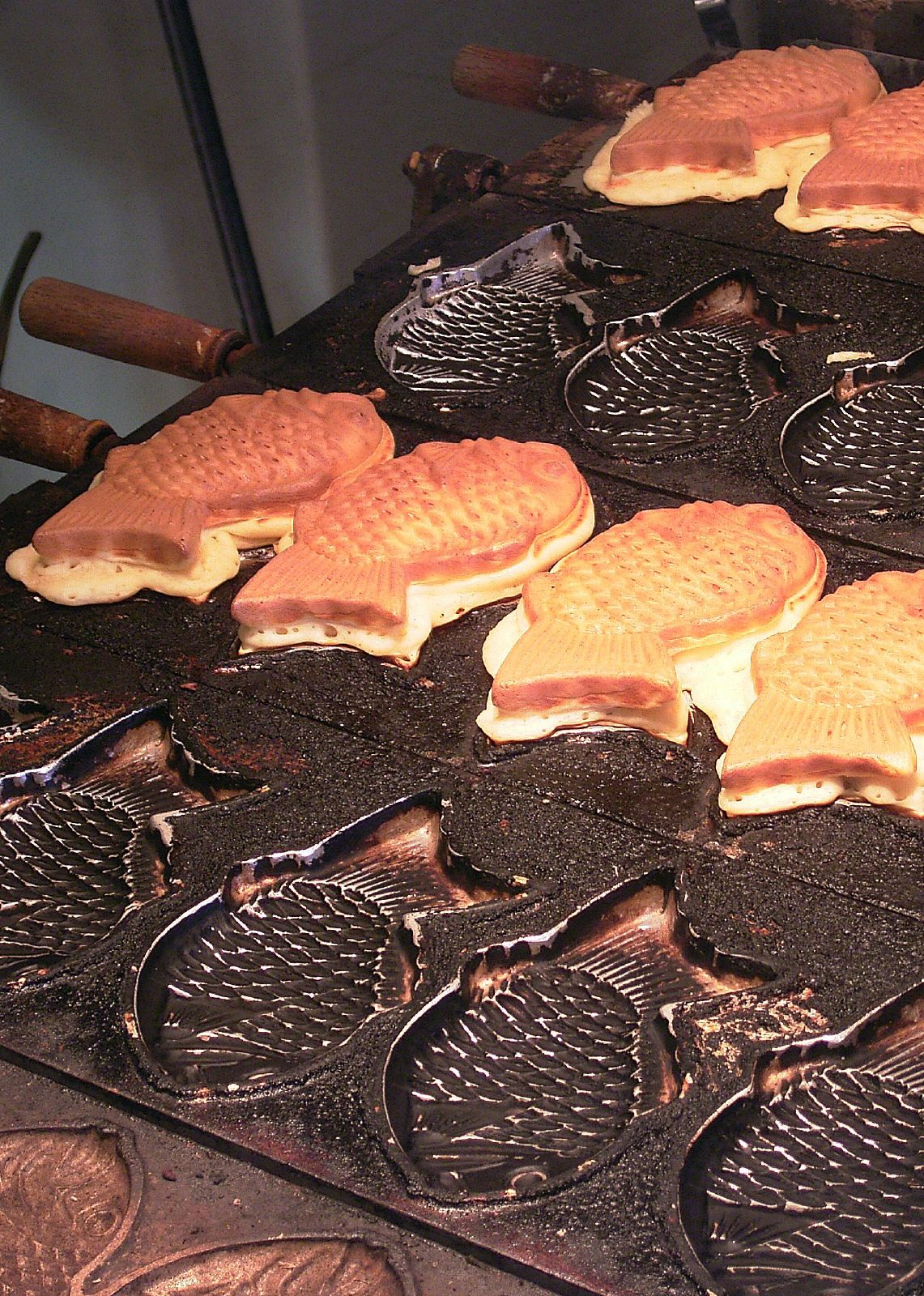
Egyszerre több taijaki sütésére alkalmas sütőforma
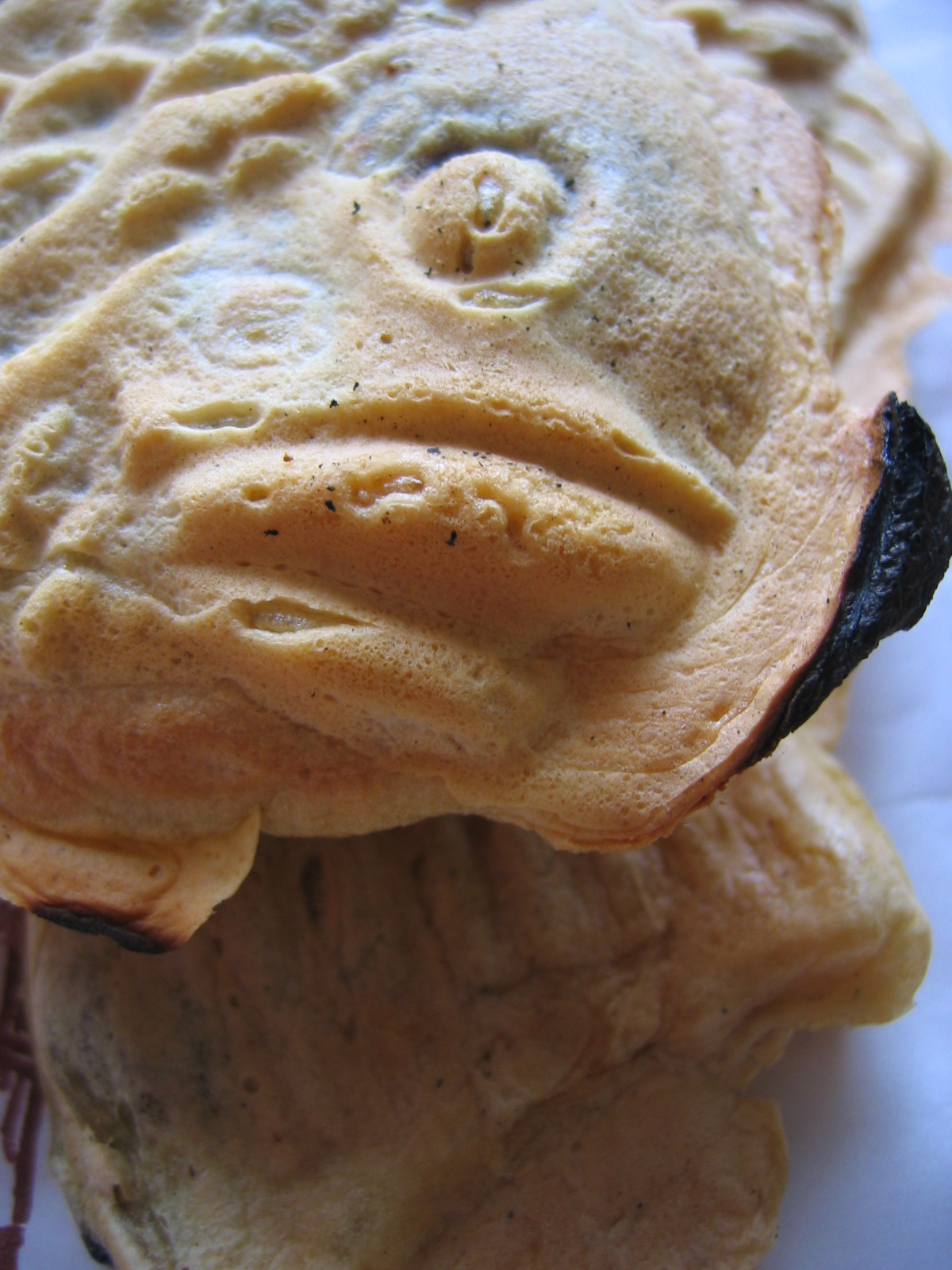
Egy tennen mono technikával készült taijaki
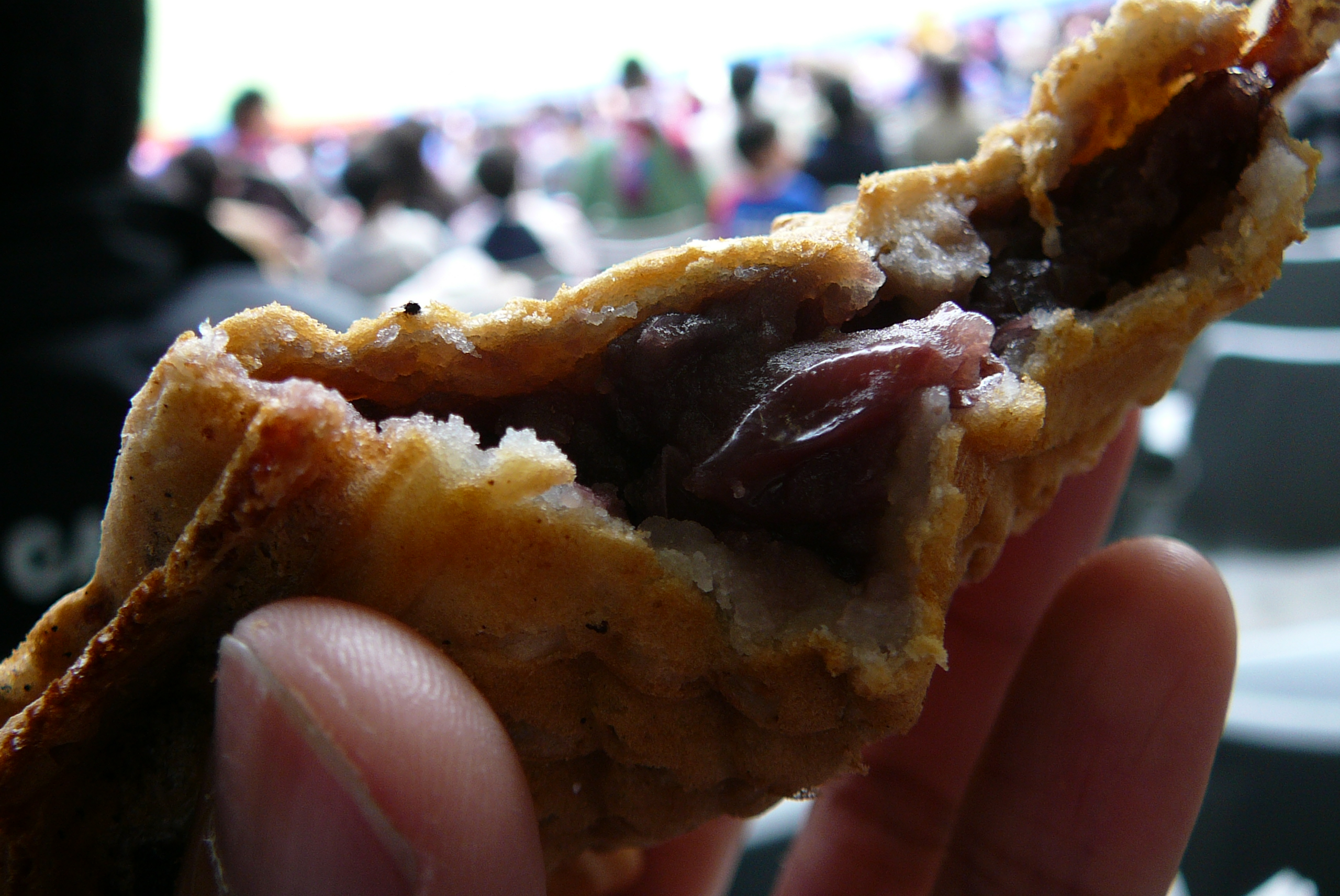
A taijaki belseje

## Története

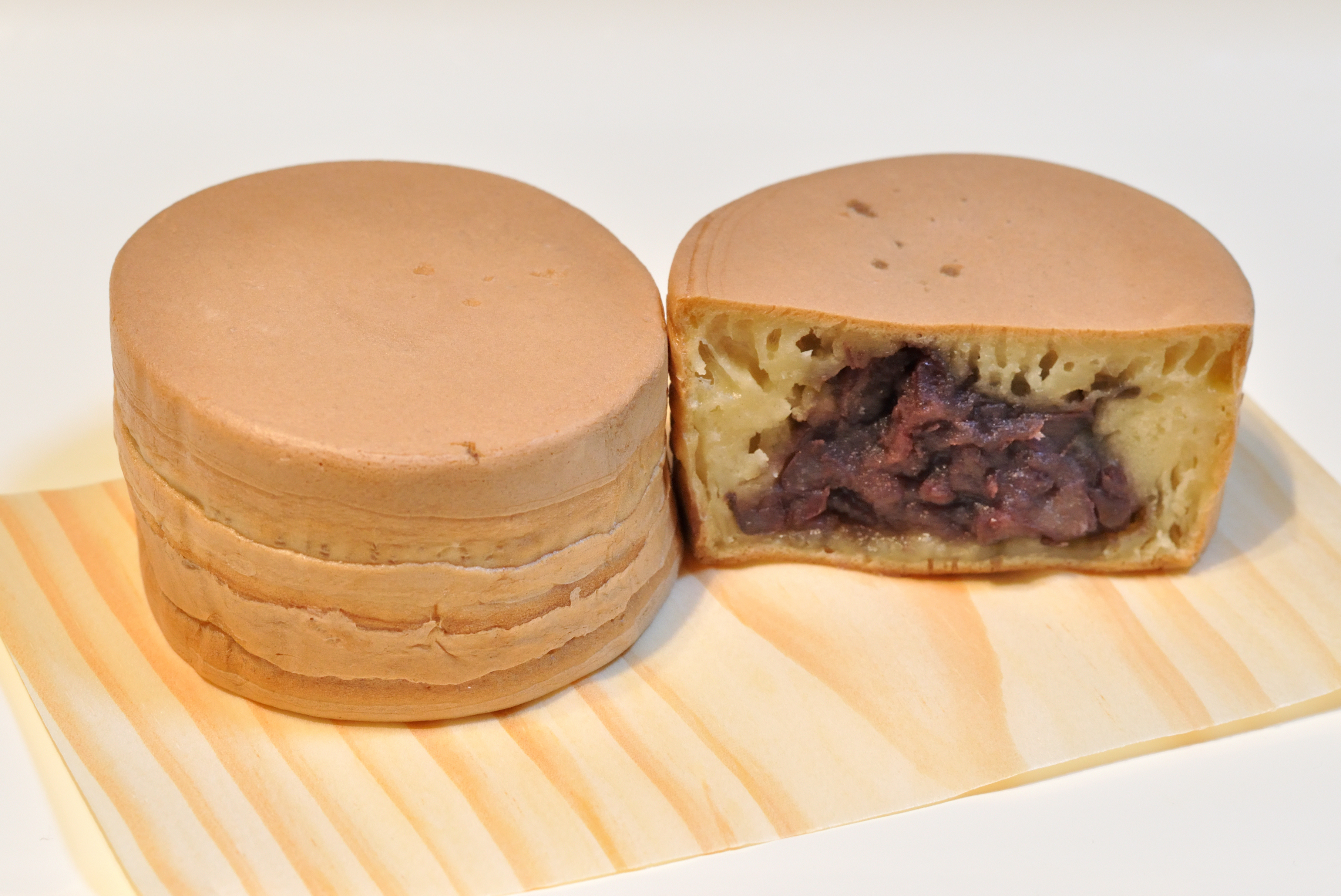
Imagavajaki, a taijakihoz hasonló kedvelt japán sütemény

Feltehetőleg az Imagavajaki-ból (今川焼き imagawayaki) alakult ki.
Pontos kialakulására nézve több elmélet is van. Az egyik szerint az imagavajaki eredetileg sokféle állat, és egyéb alakban előfordult, ezek közül a szerencsés előjelnek tartott tengeri keszeg, - mely csak ritkán került a közemberek asztalára, - alakú, népszerűsége folytán dominánssá vált, és ma is töretlen népszerűségnek örvend.

## Variációk

### Alak alapján
- Nagaszaki prefektúra, Cusima város, Szaka nevű kerületében olyan taijakikat sütnek, amelyeknél a tengeri keszeg farkuszonya visszakunkorodik, és az egész sütemény alakja az imagavajaki-hoz hasonlóan kerekded, ezt Szaka no taijaki-nak (佐賀のたい焼き Saka no taiyaki) (Szaka taijakija) hívják.
- Előfordul még hanecuki taijaki (羽つきのたい焼き hanetsuki taiyaki) (teniszütő taijaki) is, amely négyzet alakú, s nevét arról kapta, hogy hasonlít a tradicionális japán teniszütőkre.

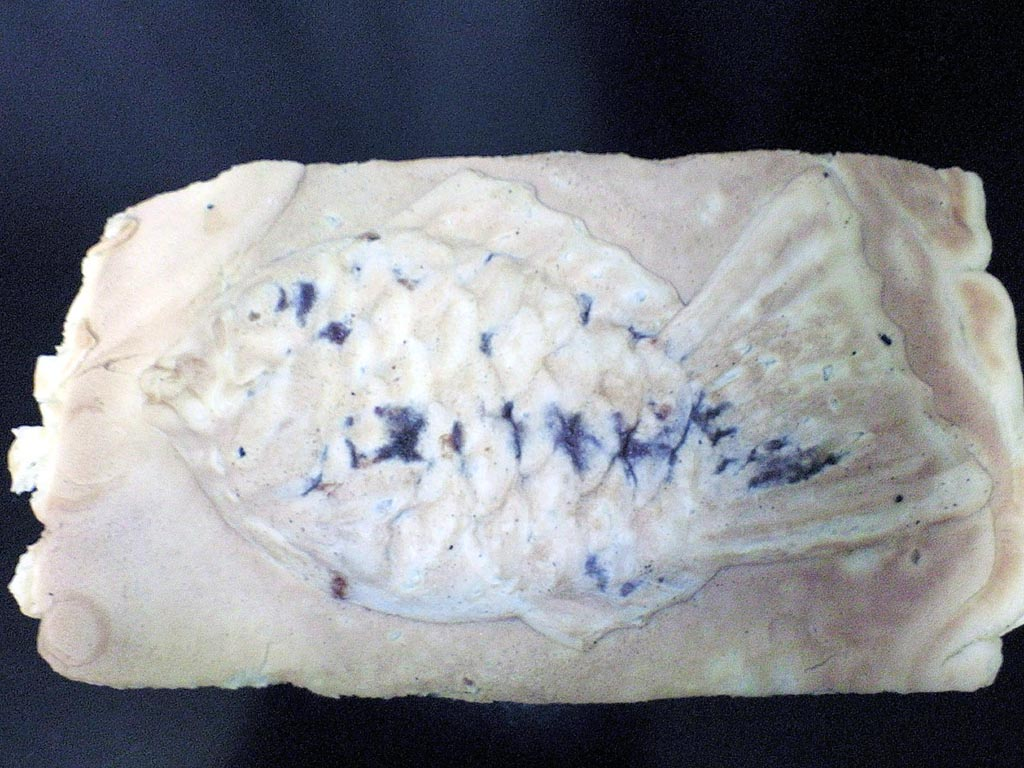
hanecuki taijaki

- Fukusima prefektúra, Ivaki város akváriumában, ahol többek között a bojtosúszós halakat is kutatják, bojtosúszós hal alakú taijaki-kat sütnek.
- A koinobori készítéséről híres Szaitama prefektúrabeli Kazo városban, koinoborijaki-nak (こいのぼり焼き koinoboriyaki) (sült koinobori) nevezett taijakikat árulnak.

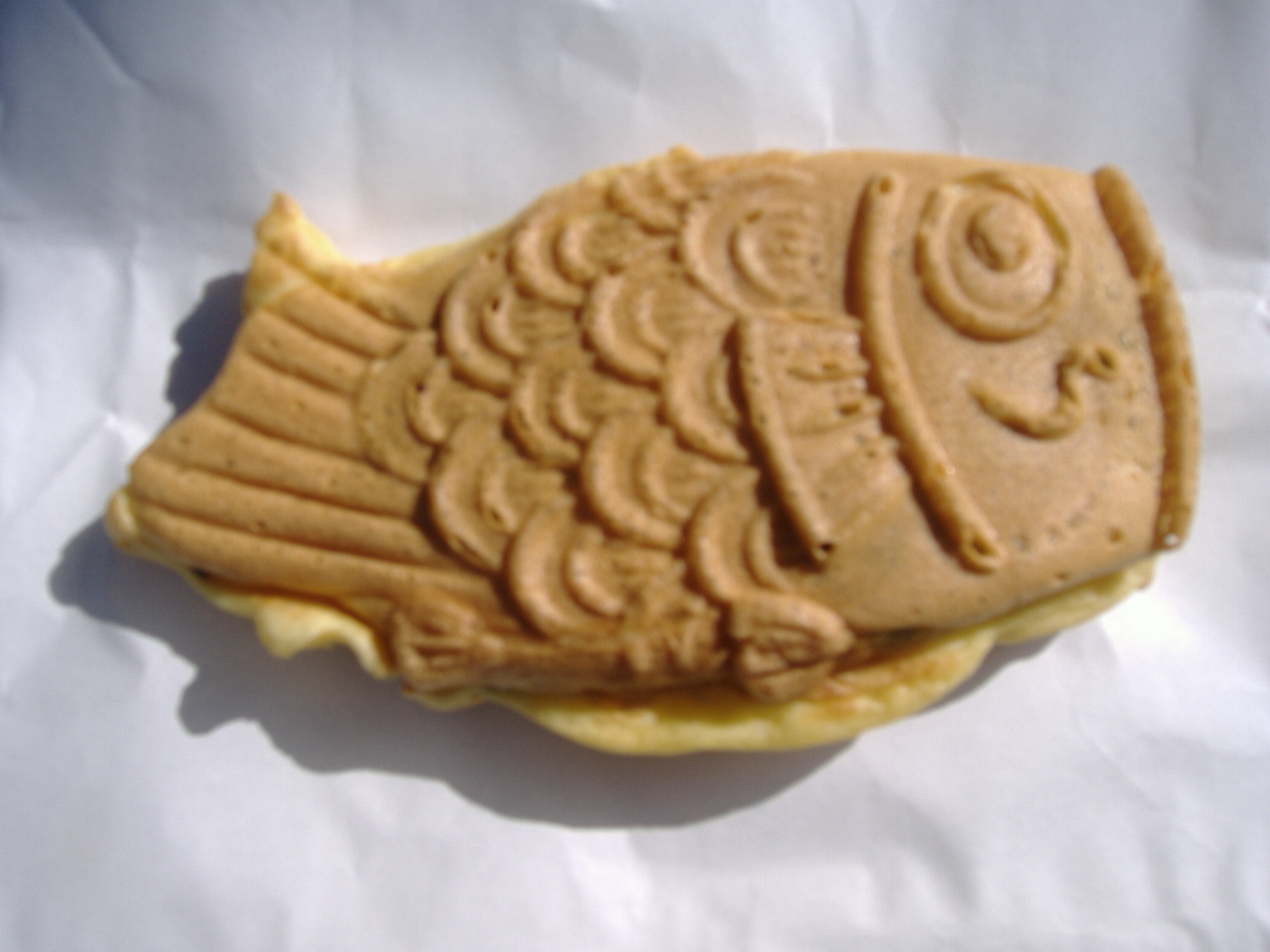
koinoborijaki

- Nagaszakiban bálna alakú taijakit, kudzsirajaki-t (くじら焼き kujirayaki) (sült bálna) árulnak.
- A Fukuoka prefektúrabeli Hakata 656 vállalat dülledtszemű géb alakú mandzsú-kat (ムツゴロウマンジュウ mutsugorō manjū) és csendes-óceáni holdhal alakú taijakikat (萬宝焼 manpōyaki) is árul, a hagyományos tengeri keszeg alakúak mellett.
- Dél-Koreában a taijaki-hoz hasonló Bungeoppang-nak (붕어빵) nevezett kárász alakú süteményt sütnek.

### Összetevők alapján
- Általában tojássárgáját, és tojásfehérjét is használnak a tésztájához, az így készült taijakiknak aranybarnás színe van.[1] Ha azonban tojássárgáját nem tesznek bele, a sütemény fehér színű lesz, ezt siroi taijaki-nak (白いたい焼き shiroi taiyaki) (fehér taiyaki) nevezik.
- Általában búzalisztet használnak hozzá, de manapság előfordulnak tápióka lisztes és rizslisztes változatok is, ezeknek nyúlósabb, ruganyosabb textúrája van.
- 2013 óta úgynevezett croissant taijaki-t (クロワッサンたい焼き kurowassan taiyaki) is árulnak, ennek a tésztájában vaj is van.[8]

### Készítési mód alapján
- Az Akita prefektúrabeli Akita város Ōtsukaya nevű vállalatában a taijaki-kat a sütés után, lehűtik, és azután töltik meg a töltelékkel, ezt hijasitaijaki-nak (冷やしたい焼き hiyashitaiyaki) (hűlt taiyaki) nevezik.
- Az Aomori prefektúrabeli Gosógavara városban sütés után cukorral szórják meg a taijaki-t, ezt a fajta taijaki-t agetai-nak (あげたい agetai) nevezik.[9]

## Egyéb
A taijaki-ról több dalt is – főleg gyerekdalokat - írtak, melyek tovább népszerűsítették az édességet. Az egyik ilyen dal, az "Oyoge! Taiyaki-kun" hatalmas népszerűségre tett szert, a lemezből, 1976-os megjelenése óta, több mint 4 és fél millió példányt adtak el.
A taijaki számos animében és mangában is megjelenik.

## Fordítás
- Ez a szócikk részben vagy egészben  a(z)   たい焼き című japán Wikipédia-szócikk fordításán alapul.  Az eredeti cikk szerkesztőit annak laptörténete sorolja fel. Ez a jelzés csupán a megfogalmazás eredetét és a szerzői jogokat jelzi, nem szolgál a cikkben szereplő információk forrásmegjelöléseként.
- Ez a szócikk részben vagy egészben  a   Taiyaki című angol Wikipédia-szócikk fordításán alapul.  Az eredeti cikk szerkesztőit annak laptörténete sorolja fel. Ez a jelzés csupán a megfogalmazás eredetét és a szerzői jogokat jelzi, nem szolgál a cikkben szereplő információk forrásmegjelöléseként.